# Orca Sound
Der Orca Sound (englisch für Schwertwalsund; polnisch Cieśnina Orki) ist eine Meerenge im Archipel der Südlichen Shetlandinseln. Sie verläuft zwischen dem False Round Point von King George Island und der nördlich vorgelagerten Insel Ridley Island.
Polnische Wissenschaftler benannten sie 1984.